# Oliver Paget
Oliver Paget (* 24. April 1922 in Wien; † 23. März 2011) war ein österreichischer Zoologe und Paläontologe.

## Leben und Wirken
Oliver E. Paget stammte väterlicherseits aus einer englischen Familie. Er absolvierte in Wien ein Realgymnasium und anschließend an der Universität das Studium der Zoologie, der Genetik sowie der Anthropologie, musste dieses jedoch 1942 unterbrechen, da seine englische Staatsbürgerschaft beanstandet wurde. Georg Gottschewski bot ihm allerdings eine Stelle als Wissenschaftliche Hilfskraft am Rassebiologischen Institut an. Dieses wurde 1945 geschlossen, Paget kehrte jedoch nach dem Einmarsch der Roten Armee an das Institut zurück, holte die Fliegen und Mäuse, die dort als Versuchstiere gedient hatten, heraus und transportierte sie mit einem Leiterwagen in seine Privatwohnung, wo er sie am Leben erhielt, bis er sie an andere Forschungsstätten mitnehmen konnte, zunächst ans zoologische Institut der Universität Wien, später ans Institut für allgemeine Biologie. Paget, der seine Dissertation zur Strahlen- und Drosophilagenetik unter Gottschewski begonnen hatte, schloss diese Arbeit nach dem Krieg auch ab und widmete sich zunächst genetischen Forschungen, musste sich dann jedoch inhaltlich umorientieren, da Genetik eine Wissenschaft war, die in Österreich zu dieser Zeit aus Geldmangel nicht weiter vorangetrieben wurde.
Seit 1955 war Paget am Wiener Naturhistorischen Museum als Leiter der Mollusken-Sammlung tätig. 1972 wurde er Direktor der dortigen 3. Zoologischen Abteilung (für Wirbellose). 1976 erhielt er den Titel eines wirklichen Hofrats zuerkannt.
1979 wurde Paget zum ersten Direktor des Museums berufen und hatte diese Position bis 1987 inne. Unter seiner Leitung wurde der sogenannte Kindersaal eröffnet, der zum Vorbild für zahlreiche andere Museen wurde. Sein Ziel war es, den Museumsinhalt einem möglichst breiten Publikum nahezubringen. So wurde unter seiner Leitung der Tag der offenen Tür im Naturhistorischen Museum eingeführt und wurden zahlreiche Sonderausstellungen ins Leben gerufen. 
Oliver E. Paget erhielt mehrere bedeutende nationale und internationale Orden und Auszeichnungen. Aufgrund seiner Forschungen auf dem Gebiet der Mollusken und anderen Gebieten führen einige Tierarten heute seinen Namen (Mollusken-, Crustaceen- sowie eine Ameisenart). Paget entdeckte die sonst nirgends auf der Welt vorkommenden Muscheln in Bad Vöslau und betrieb das Schutzprojekt Naturdenkmal Hansybach.
Paget war der Großneffe der Frauenrechtlerin Rosa Mayreder.

## Schriften
- Schnecken unserer Alpen, 1959
- Die Molluskenformen der Insel Rhodos, 1976
- Natur und Architektur, 1983